# Ernst-Günther Stegmann
Ernst-Günther Stegmann (* 6. Juni 1900 in Kaczagorka; † 9. November 1991) war ein hessischer Politiker (GDP) und ehemaliger Abgeordneter des Hessischen Landtags.

## Ausbildung und Beruf
Ernst-Günther Stegmann besuchte das Reform-Gymnasium in Krotoschin und war 1918 bis 1920 Kriegsteilnehmer. Danach machte er eine landwirtschaftliche Lehre auf verschiedenen Betrieben in der Provinz Posen. Im Jahr 1923 wurde er wegen Teilnahme an Grenzschutzkämpfen aus Polen ausgewiesen, studierte Land- und Volkswirtschaft an der Schlesischen Friedrich-Wilhelms-Universität zu Breslau und promovierte 1926 über spezielle Einflussfaktoren auf den Fettgehalt der Kuhmilch. Anschließend war er als selbstständiger Landwirt und in der Industrie in Mitteldeutschland tätig.
1939 bis 1945 war er erneut Kriegsteilnehmer. Stegmann, der Polnisch sprach, erhielt als Führer eines „polnischen Kommandos“ am 12. Oktober 1939 die Spange zum Eisernen Kreuz 2. Klasse. Zwischen dem 11. März 1943 und dem 15. August 1944 leitete er in der Generalstabsabteilung Fremde Heere Ost das Referat „Banden“, dann die Gruppe „Banden Polen“ (vgl. Partisan#Partisanenbekämpfung im Zweiten Weltkrieg). Nach Flucht und Vertreibung wurde er ab 1. Juli 1960 Leiter der Außenstelle der Siedlungsgesellschaft Hessische Heimat Kassel in Marburg.

## Politik
Ernst-Günther Stegmann war bereits in der Weimarer Republik 1926 bis 1933 als Amtsvorsteher und Bürgermeister mehrerer Gemeinden politisch aktiv. Seit dem 15. Februar 1934 gehörte er, wahrscheinlich aufgrund Übernahme aus dem Stahlhelm, Bund der Frontsoldaten, der SA an. Am 1. Mai 1937 wurde er in die NSDAP aufgenommen (Mitgliedsnummer 4.295.702).
Vom 23. März 1966 bis zum 30. Juni 1974 war er Ehrenamtlicher Bürgermeister von Wehrshausen und dort ab 1. Juli 1974 Ortsvorsteher. Er war nach 1946 Mitglied des Kreistags Wolfhagen und ab 1958 des Kreistags Kassel-Land.
Vom 9. August 1966 bis zum 30. November 1966 war er Mitglied des Hessischen Landtags für die Gesamtdeutsche Partei.

## Sonstige Ämter
1950 bis 1957 war er Kreisvorsitzender des BvD-Kreisverbandes Wolfhagen und von 1960 bis 1963 des Kreisverbandes Kassel. Seit 1966 war er Mitglied des Vorstandes des Landvolkausschusses im Landesverband des BvD Hessen in Wiesbaden.